# Margarine Unie
De Margarine Unie is een volledig samenwerkingsverband tussen de eerdere concurrenten Anton Jurgens en Samuel van den Bergh dat bestond van 1927 tot 1929. In 1929 nam ze ook nog Hartogs Vleeschfabrieken te Oss over, waar ook onder andere margarine werd geproduceerd.

## Voorlopers

### Van den Bergh
In 1872 startte Van den Bergh met de productie van margarine in Oss. In 1888 kwam Samuel van den Bergh bij het bedrijf van zijn vader. Hij poogde de kwaliteit van de margarine te verbeteren en werkte had aan de internationale expansie. In 1888 werd een fabriek in Kleef, Duitsland, geopend, en in 1895 volgde een vestiging in Brussel. Engeland was al langere tijd een afzetmarkt. In 1891 verhuisde het bedrijf naar Rotterdam, de export naar Engeland en de aanvoer van grondstoffen werd hierdoor vereenvoudigd. Samuel van den Bergh werd steeds belangrijker en in 1919 werd hij directeur van de NV van den Berghs Fabrieken.
Samen met zijn broer Arnold was hij een belangrijke factor bij het tot stand komen van de Poolovereenkomst in 1908 met Jurgens Margarinefabrieken. De neergang in de Nederlandse margarine-industrie noodzaakte deze stap. De twee spraken af dat de winsten van beide ondernemingen volgens vaste verhoudingen zouden worden verdeeld. De totale productie van Van den Berghs Fabrieken bedroeg in 1908 nog 62.000 ton en in 1914 was dit bijna verdubbeld tot 112.000 ton. Tijdens de Eerste Wereldoorlog had de fabriek grote problemen om aan grondstoffen te komen die vooral uit Britse koloniën afkomstig waren.

### Jurgens
In 1867 werd de vader van Anton Jurgens firmant in het familiebedrijf gevestigd in Oss. Vanaf 1871 ging het als eerste ter wereld margarine produceren. Toen zijn vader in augustus 1888 onverwacht overleed, nam Anton zijn positie over tot tevredenheid van de andere firmanten. Net als Van den Bergh overwoog hij een vertrek uit Oss, maar deze plannen gingen niet door. In 1902 werd de NV Anton Jurgens' Margarinefabrieken opgericht met de familie als aandeelhouders. Vier jaar later werd NV Anton Jurgens' Vereenigde Fabrieken als moedermaatschappij opgericht, waarin ook niet familieleden een belang konden nemen. De zaken gingen goed met nieuwe verkoopkantoren in het buitenland en de productie steeg. In 1908 kocht hij ongeveer 3000 hectare land in Duits-Kameroen voor de productie van grondstoffen.
De bedrijven van Jurgens en de Van den Bergh, de twee grootste margarinefabrikanten ter wereld, concurreerden met elkaar. Dit kwam tot een einde met het sluiten van de poolovereenkomst in 1908 waarbij afgesproken werd dat de gezamenlijke winst als volgt werd verdeeld, 40% naar Jurgens en 60% naar Van den Bergh. Jurgens was commercieel actiever en zijn bedrijf groeide relatief harder dan die van Van Bergh waardoor in 1913 en in 1920 de afspraken werden aangepast ten gunste van Jurgens.

## Samengaan
Eind 1927 werd bekend dat de NV Anton Jurgens' Vereenigde Fabrieken, Van den Bergh's Limited en de NV van den Berghs Fabrieken samen gaan. Er kwamen twee nieuwe bedrijven, de NV Margarine Unie waar de Nederlandse belangen in kwamen en een Engelse maatschappij, de Margarine Union Limited, waarin de Britse belangen werden ondergebracht.

## Fusie met Lever Brothers
In 1930 fuseerde de Margarine Unie met het Britse Lever Brothers tot het Unilever-concern.